# Carles de Mèdici

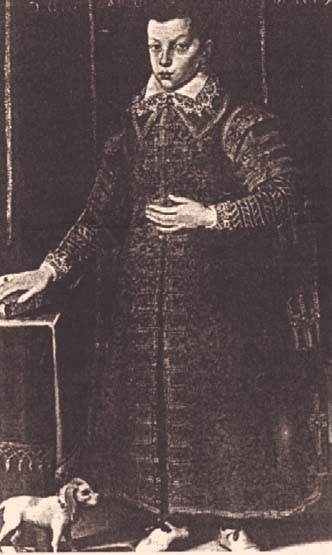
Imatge de Carles de Mèdici.

Carles de Mèdici o Carles de Ferran I de Mèdici (Florència, Gran Ducat de Toscana 1595 - íd. 1666) fou un príncep de la Toscana de la família Mèdici que va esdevenir cardenal de l'Església Catòlica.

## Orígens familiars
Va néixer el 19 de març de 1595 a la ciutat de Florència sent fill del Gran Duc Ferran I de Mèdici i Cristina de Lorena. Fou net per línia paterna de Cosme I de Mèdici i Elionor de Toledo, i per línia materna de Carles III de Lorena i Clàudia de Valois.
Fou germà, entre d'altres, de Cosme II de Mèdici; Elionor de Mèdici; Caterina de Mèdici, casada amb Ferran I de Màntua; Francesc de Mèdici; i Clàudia de Mèdici, casada successivament amb Frederic Ubald della Rovere i Leopold V d'Àustria.

## Carrera religiosa
Amant de les arts i de la vida acomodada, va embellir la Vil·la Mèdici de Roma, va fer construir a Bernardo Buontalenti el Casino de San Marco a Florència i va fer reestructurar la Vil·la de Careggi.
Va ser nomenat cardenal pel papa Pau V el 2 de desembre de 1615, i fou elector en els conclaus de 1621 i 1623, on va ser escollits respectivament Gregori XV i Urbà VIII. El 1644 fou el cardenal protodiacon el conclau que va escollir Innocenci X.
Després de ser nomenat cardenal-bisbe de Sabina, passà a Frascati i posteriorment a Porto-Santa Rufina. El 29 d'abril de 1652 fou nomenat vicedegà del Col·legi Cardenalici, i el 23 de setembre del mateix fou nomenat degà d'aquest Col·legi i cardenal-bisbe d'Òstia i Velletri. El 1655, en virtut del seu càrrec, va presidir el conclau que va escollir papa a Alexandre VII.
Va morir el 17 de juny de 1666 a la ciutat de Florència, sent sepultat a la cripta de la Basílica de Sant Llorenç de Florència amb els altres membres de la seva família.